# Novés
Novés település Spanyolországban, Toledo tartományban. Novés Fuensalida, Huecas, Barcience, Torrijos, Santo Domingo-Caudilla, Maqueda és Portillo de Toledo községekkel határos. Lakosainak száma 3463 fő (2024).

## Népesség
A település népessége az utóbbi években az alábbiak szerint változott:
| Lakosok száma | 1562 | 1718 | 2113 | 2712 | 2950 | 2746 | 2721 | 2905 | 3236 | 3463 |
|               | 2001 | 2004 | 2007 | 2009 | 2012 | 2014 | 2017 | 2019 | 2022 | 2024 |